# Cheirodon australe
Cheirodon australe é uma espécie de peixe da família Characidae.
É endémica do Chile.